# Rossbodegletscher
Der Rossbodegletscher liegt am Nordhang des 3985 m ü. M. hohen Fletschhorns im Schweizer Kanton Wallis.

## Geographie
Der Gletscher reicht von der Spitze des Fletschhorns bis hinunter auf eine Höhe von 2756 m ü. M. Der Rossbodegletscher entwässert via Senggibach, Chrummbach, Diveria, Tosa, Tessin und den Po in die Adria. Der Gletscher kann von der Simplon Passstrasse nordwestlich von Simplon Dorf als auch vom Simplonpass gut eingesehen werden.
Der Rossbodegletscher wird am einfachsten von Simplon Dorf via Egga und Rossbodustaful erreicht.

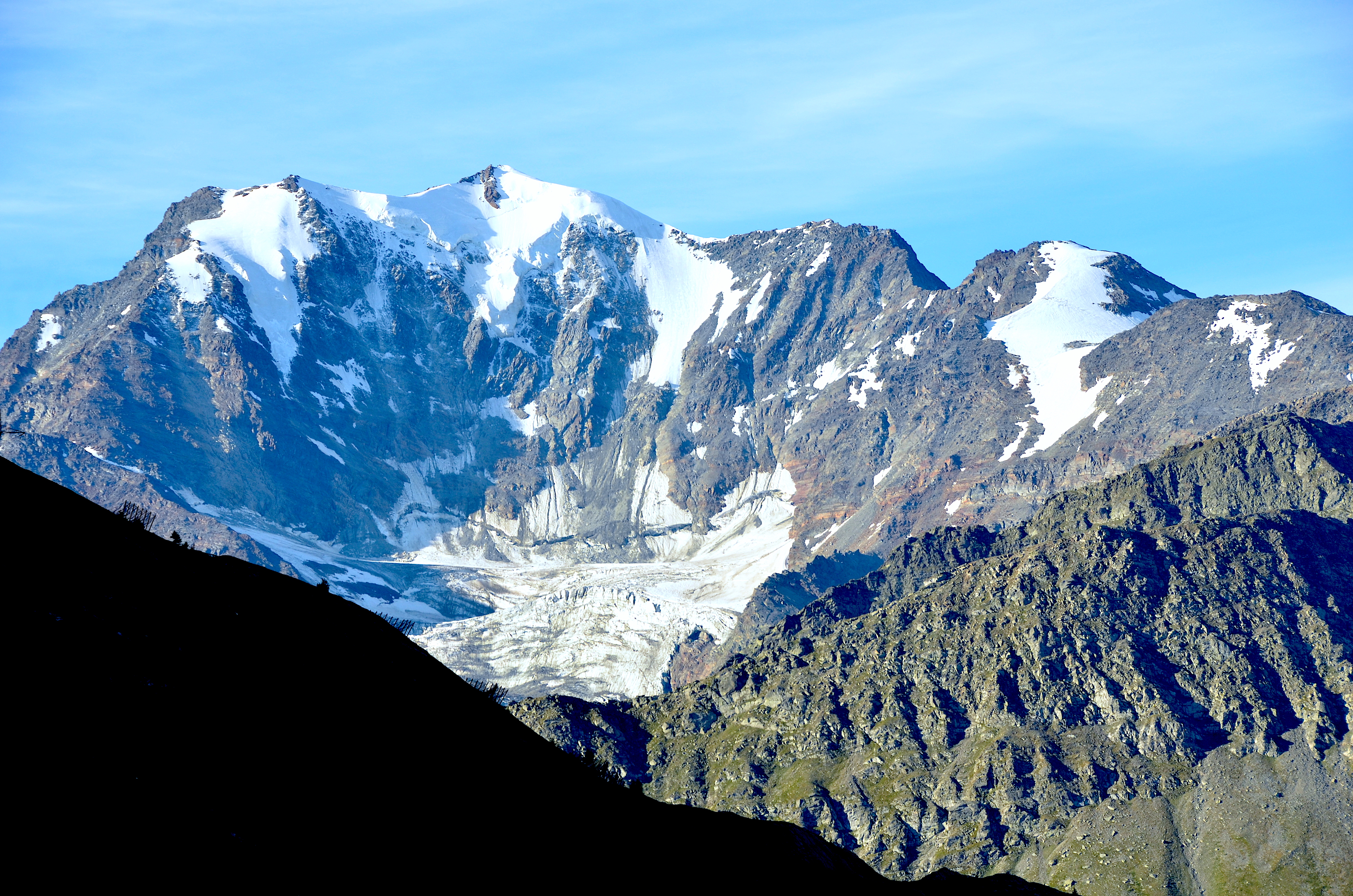
Rossbodegletscher am Nordhang des Fletschhorns vom Simplonpass aus gesehen